# آن هاتشينسون
آن هاتشينسون (1591-1643) سيدة بيوريتانية ومستشارة روحية، شاركت في الجدل تناقض القوانين التي هزت وضع مستعمرة خليج ماساتشوستس 1636 حتي 1638. كانت قناعاتها الدينية القوية على خلاف دائم مع رجال الدين البروتستانتية الراسخة في منطقة بوسطن، كاريزمتها وشعبيتها ساعدت في خلق شقاق اللاهوتية التي هدد بتدمير التجربة المتشددون الدينية في نيو إنجلاند، وقد حاولت في نهاية المطاف إدانتهم، ثم نفيت من المستعمرة مع العديد من مؤيديها.